# СКР-13
ПЛК-13, с 19.05.1966 СКР-13 — сторожевой корабль проекта 35 Балтийского флота и Черноморского флота (по классификации НАТО — Mirka klass frigate). Бортовые номера 820.

## Служба
Сторожевой корабль СКР-53 проекта 35 был заложен 31.05.1963 года на верфи судостроительного завода № 820 в Калининграде (заводской № 183). Спущен на воду 13.10.1964 года и 12.03.1966 года был зачислен в списки кораблей ВМФ. Вступил в строй 28.12.1966 года. 7.01.1967 года был включен в состав Балтийского флота. До 19 мая 1966 года относился к подклассу ПЛК.
28 июля 1967 года был перечислен в состав Черноморского флота.
1—31 июня 1967 года во время Шестидневной войны и 1 октября 1969 — 31 января 1970 года, находясь при несении боевой службы в зоне военных действий на Средиземном море, выполнял задачу по оказанию помощи вооруженным силам Египта.
В 1970-х годах в составе 17-й бригады противолодочных кораблей в Крымской военно-морской базы на озере Донузлав. В/ч 10554.
В период с 7 февраля 1977 по 21 сентября 1978 года и с 17.12.1982 по 09.04.1984 года на «Севморзаводе» им. С.Орджоникидзе в Севастополе проходил средний и капитальный ремонт.
24 июня 1991 года был исключен из состава ВМФ в связи со сдачей в ОФИ для разоружения, демонтажа и реализации. 1 октября 1991 года был расформирован и позже разделан на металл в Севастополе.

## Командиры
- 1967 С. В. Никифоров
- А. Прилищ

## Примечание
1. 1 2 3 4 5  Сторожевой корабль "СКР-13". Черноморский флот - информационный ресурс (2024). Дата обращения: 18 ноября 2024. Архивировано 13 ноября 2024 года.